# Công viên Phú Lâm
Công viên Phú Lâm là một công viên ở Quận 6, Thành phố Hồ Chí Minh, Việt Nam. Công viên có dạng hình tam giác, được giới hạn bởi ba con đường là Kinh Dương Vương, An Dương Vương và Lê Tuấn Mậu. Giáp công viên là vòng xoay giao thông An Lạc (quận Bình Tân).
Diện tích công viên vào khoảng 61.790 m², trong đó gồm cả một hồ nước 10.100 m². Một phần đáng kể diện tích này hiện đang bị sử dụng vào mục đích kinh doanh nhà hàng, trò chơi trẻ em có thu phí nhưng thiếu đầu tư đối với các hạng mục trò chơi miễn phí cho trẻ em. Tỉ lệ diện tích đất công viên đang bị sử dụng sai mục đích là hơn 50%. Căn nguyên được cho là do sự sáp nhập công viên vào Trung tâm Văn hóa Quận 6 năm 1999.
Công viên Phú Lâm hiện là nơi lưu giữ tượng Bình Định vương Lê Lợi dời về từ bùng binh Cây Gõ khi nơi này xây dựng cầu vượt vào năm 2013. Đồng thời, tượng Trần Nguyên Hãn từ công trường Quách Thị Trang (Quận 1) cũng dời về đây khi người ta phá bỏ công trường này để thi công ga ngầm thuộc tuyến đường sắt đô thị Bến Thành - Suối Tiên từ năm 2017.